# Kovrig Bence
Kovrig Bence (Bennett Kovrig) (Budapest, 1940. szeptember 8. –) magyar származású történész, politológus.

## Élete és munkássága
Édesapja Kovrig János magyar újságíró, utazó volt. 1948-ban került szüleivel Párizsba, 1950-ben Kanadába. 1960 és 1967 között a torontói, majd a londoni egyetemen tanult. Bölcselettudományból doktorált, majd 1968-tól a torontói egyetem tanára, 1979-től tanszékvezetője lett.
1985–86-ban az Amerikai Magyar Történettudományi Társulat elnöke, 1985-től a Kanadai Magyar Kutatóintézet igazgatója volt.
1987–88-ban Münchenben a Szabad Európa Rádió kutatóosztályának a vezetője volt.

## Művei
- The Hungarian People's Republic. Baltimore, 1970
- The Myth of Liberation. East-Central Europe in U.S. Diplomacy and Politics since 1941. Baltimore-London, 1973
- Mediation by Obfuscation. The Resolution of the Marseille Crisis. The Historical Journal, 1976
- Communism in Hungary: from Kun to Kádár; Hoover Institute Press, Stanford, 1979 (Histories of ruling communist parties)
- Of Walls and Bridges. The United States and Eastern Europe. New York, 1991
- Partitioned Nation: Hungarian Minorities in Central Europe in The New European Diasporas: National Minorities and Conflict in Eastern Europe. ed. Michael Mandelbaum. United States: The Council on Foreign Relations, Inc. 2000